# Lachnocapsa spathulata
Lachnocapsa spathulata är en korsblommig växtart som beskrevs av Isaac Bayley Balfour. Lachnocapsa spathulata ingår i släktet Lachnocapsa och familjen korsblommiga växter. IUCN kategoriserar arten globalt som sårbar. Inga underarter finns listade i Catalogue of Life.